# Chaetonerius nolae
Chaetonerius nolae är en tvåvingeart som beskrevs av Barraclough 1993. Chaetonerius nolae ingår i släktet Chaetonerius och familjen Neriidae. Inga underarter finns listade i Catalogue of Life.